# بوديرايد (أنغلزي)
بوديرايد (بالإنجليزية: Bodewryd)‏ هي قرية تقع في المملكة المتحدة في ويلز.